# Ecozona
| Ecozones                       |                         |                          |
| Neàrtica Neotròpica            | Paleàrtica Afrotropical | Indomalaia Australasiana |
| Oceania i Antàrtica no visible |                         |                          |

Una ecozona o reialme biogeogràfic és la divisió biogeogràfica en l'escala més gran de la superfície de la Terra. Està basada en la distribució de patrons de plantes i animals des del punt de vista històric i evolutiu.
Les ecozones representen grans superfícies on les plantes i els animals es desenvolupen en relatiu aïllament al llarg de grans períodes, i estan separats un dels altres per accidents geològics tals com els oceans, grans deserts, o altes muntanyes, això forma barreres per la migració de plantes i animals. Les ecozones corresponen als reialmes floristics de la botànica o a les regions zoogeogràfiques de la zoologia dels mamífers.
Les ecozones són diferents dels biomes, ja que es caracteritzen per la història evolutiva de les plantes i animals que contenen. Mentre els biomes es caracteritzen per una similar vegetació clímax, cada ecozona pot incloure un nombre diferent de biomes. Així una jungla tropical humida d'Amèrica Central, per exemple, pot ser similar a una altra de Nova Guinea en tipus de vegetació, estructura, clima, etc., però aquests boscos estan poblats per plantes i animals amb diferents històries evolutives.
Els patrons de la distribució mundial de plantes i animals es formen per processos tectònics que han redistribuït les masses de terra al llarg dels segles.
El terme ecozona és d'ús recent i altres paraules com regne, reialme, i regió, es fan servir com a sinònims.

## Ecozones segons la WWF
Les ecozones estan basades en els reialmes biogeogràfics de Pielou (1979) i Udvardy (1975). El Fons Mundial de la Vida Silvestre (World Wildlife Fund (WWF) va desenvolupar aquest sistema de 8 ecozones com a part de la seva descripció de la Terra amb unes 800 ecoregions terrestres
- Neàrtica 54.1 mil. km² (incloent-hi la majoria de l'Amèrica del Nord)
- Paleàrtica 87.7 mil. km² (incloent-hi la major part d'Euràsia i Nord d'Àfrica)
- Afrotròpica 22.1 mil. km² (incloent-hi l'Àfrica Subsahariana)
- Indomalaia 7.5 mil. km² (incloent-hi Afganistan i Pakistan, subcontinent Indi i el sud-oest d'Àsia)
- Australàsia 7.6 mil. km² (incloent-hi Austràlia, Nova Guinea, i illes veïnes). La frontera nord d'aquesta ecozona es coneix com la Línia Wallace.
- Neotròpica 19.0 mil. km² (incloent-hi Amèrica del Sud i el Carib)
- Oceania 1.0 mil. km² (incloent-hi Polinèsia, Fiji i Micronèsia)
- Antàrtica 0.3 mil. km² (incloent-hi l'Antàrtida).

### Bioregions
L'esquema del WWF a més subdivideix les ecozones en bioregions, amb hàbitats diversos però amb fortes afinitats biogeogràfiques:
- Afrotròpica
- Antàrtica
- Australàsia
  - Wallacea
  - Nova Guinea i Melanèsia
- Indomalaia
  - Subcontinent Indi
  - Indoxina
  - Sunda i Filipines
- Neàrtica
  - Escut canadenc
  - Bioregió de l'est de Nord-amèrica
  - Bioregió del nord de Mèxic
  - Bioregió de l'oest d'Amèrica del Nord
- Neotropical
  - Amazonia
  - Bioregió del Carib
  - Bioregió d'Amèrica Central
  - Andes Centrals
  - Est d'Amèrica del Sud
  - Nord dels Andes
  - Bioregió de l'Orinoco
  - Sud d'Amèrica del Sud
- Oceania
- Paleàrtica